# Plinia nana
Plinia nana är en myrtenväxtart som beskrevs av Marcos Sobral. Plinia nana ingår i släktet Plinia och familjen myrtenväxter. Inga underarter finns listade i Catalogue of Life.